# Spoorlijn Nyon - Morez
De spoorlijn Nyon - Morez is een Zwitsers-Franse spoorlijn van de smalspooronderneming Chemin de fer Nyon–Saint-Cergue–Morez (NStCM) in het kanton Vaud. De spoorlijn werd in 1958 ingekort tot La Cure. De Chemins de fer Électriques du Jura (CFEJ) was een private smalspooronderneming voor de bedrijfsvoering op het Franse deeltraject.
De spoorlijn loopt van Nyon aan het meer van Genève naar het kuuroord en wintersportgebied rond Saint-Cergue in de Jura verder naar La Cure aan de Franse grens. Vroeger was het stadje Morez het eindpunt van het traject.

## Geschiedenis

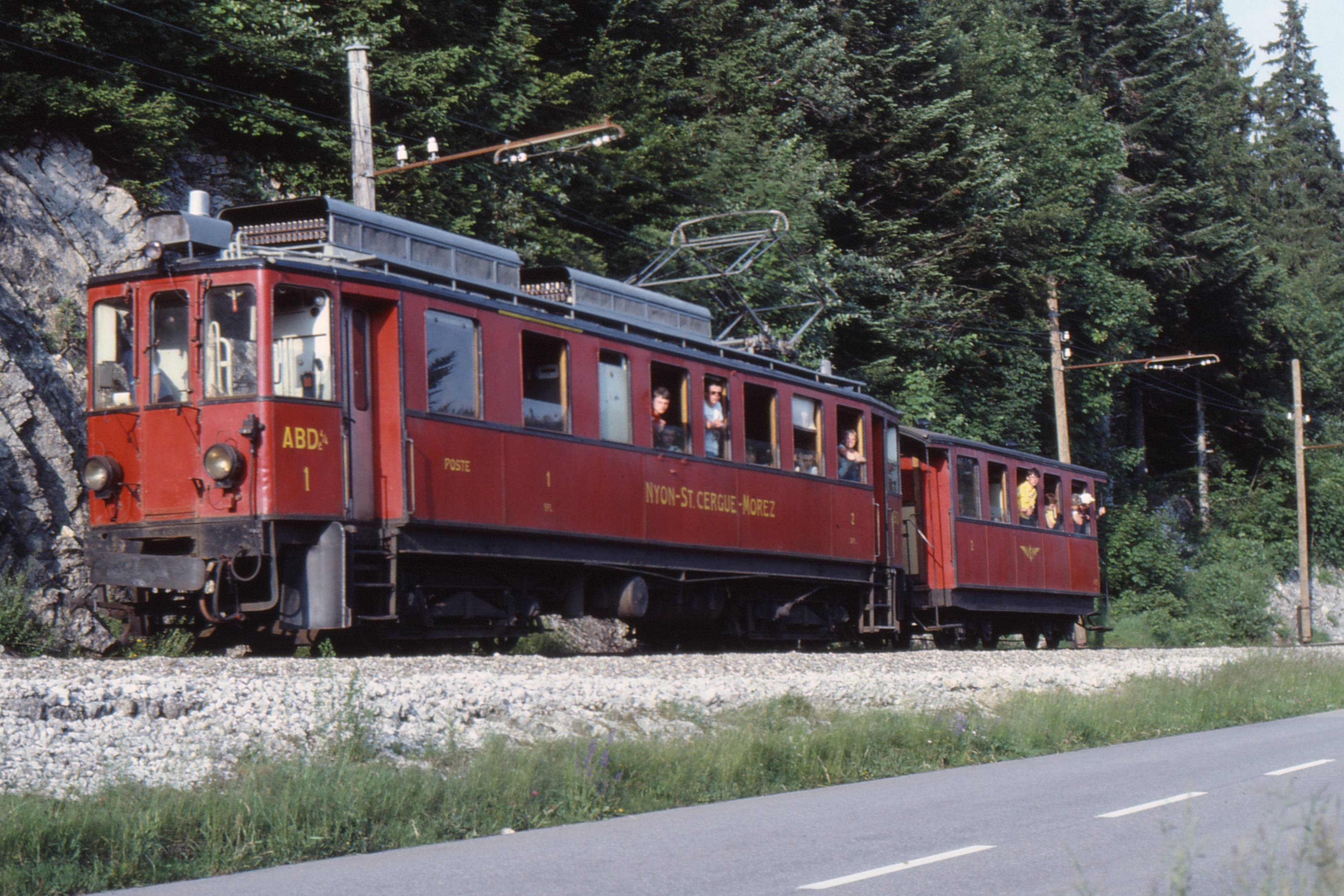
historische ABDe 4/4 1 NStCM bij Givrins

Reeds in 1899 deelden de autoriteiten van het kanton Vaud een concessie uit voor de aanleg van een smalspoornet in de Jura. Onder de naam Chemin de fer Nyon–Jura zou een spoorlijn van Nyon naar Saint-Cergue, naar Gingins alsmede over Le Vaud en Marchissy naar Gimel ontstaan. Door gebrek aan financiële middelen vertraagde de bouw tot men in 1910 besloot zich op de lijn Nyon–Saint-Cergue–La Cure te concentreren. Deze plannen werden in 1912 goedgekeurd, een jaar later volgde ook de Franse goedkeuring voor het Franse deel van de lijn.
Eind 1912 begon het Parijse bouwbedrijf Dyle & Bacalan met de werkzaamheden.
Door mobilisatie tijdens de Eerste Wereldoorlog in Frankrijk en materiaalgebrek in Zwitserland stagneerden de werkzaamheden.
Op 12 juli 1916 werd het eerste trajectdeel tussen Nyon en Saint-Cergue geopend en op 18 augustus 1917 naar La Cure verlengd. Op 11 november 1917 werd het definitieve eindstation Nyon ingewijd. Met een behoorlijke vertraging volgde op 7 maart 1921 het deeltraject La Cure–Morez.
Omdat de Franse spoorwegonderneming Chemins de fer Électriques du Jura (CFEJ) nog niet de beschikking over voertuigen had, werd de dienst over het gehele traject Nyon–Saint-Cergue–Morez uitgevoerd door de NStCM. In 1924 stelde de CFEJ voor het eerst eigen voertuigen in dienst.
Door een ongunstige wisselkoers kwam het internationale verkeer moeilijk op gang. Ook was er een sterke concurrentie van het wegvervoer. De jaren 1920 en 1930 waren crisisjaren. Tijdens de Tweede Wereldoorlog moest het deeltraject La Cure–Morez tweemaal tijdelijk worden stilgelegd.
Daarentegen zette op het Zwitserse traject de verwachte vervoersgroei zich in, zo werd in 1939 de eerste sleetjeslift geopend. Ook het Langläufern in het wintersport gebied Col de la Givrine – La Dôle ontwikkelde zich tot een bloeiende zaak.
Nadat op 27 september 1958 de laatste trein op het Franse deeltraject gereden, begon ook in Zwitserland een discussie over het voortbestaan van het traject Nyon–La Cure.
Sindsdien wordt het vervoer door een busdienst uitgevoerd. Door een massaal protest van de bevolking kon in 1972 de omschakeling op busdienst worden verhinderd.
Sinds de jaren 1970 groeiden de vervoerscijfers zodanig dat in 1982 besloten werd de spoorlijn te behouden en een periode van twintig jaar onzekerheid af te sluiten. Met steun van de bond en het kanton werd het mogelijk omvangrijke moderniseringen uit te voeren.
Zo vernieuwde de NStCM de bovenleiding en installeerde drie nieuwe gelijkrichters waardoor het mogelijk werd om de niet gebruikelijke 2200 volt gelijkspanning te vervangen door 1500 volt gelijkspanning. De uitgevoerde werkzaamheden in de jaren 1982-1988 hadden meer weg van een volledige herbouw dan van een technische vernieuwing. Er werden nieuwe voertuigen aangeschaft, de overwegen werden voorzien van knipperlichten en in de jaren 1990 werd op het traject een bloksysteem ingebouwd.
Om de capaciteit van de treinen te verhogen werden nieuwe treinstellen bij Stadler Rail besteld. In 2014 werden er vier treinstellen geleverd en in 2016 zullen er nog eens zes treinstellen worden geleverd. De kosten bedragen 66 miljoen Zwitserse frank.

## Traject
Het traject van de NStCM vertrok in Nyon (395 m) vanaf het stationsplein en liep onder de Jurafusslinie Lausanne – Genève door naar de halte Les Plantaz met depot en werkplaats. De NStCM nam in juli 2004 het nieuwgebouwde ondergrondse station Nyon in gebruik.
In de buurt van de halte LAsse vindt jaarlijks het Paléo Festival plaats. De lijn stijgt verder in het Juragebergte over Trélex (501 m) en Givrins (554 m) naar Genolier (562 m).
Vanaf Genolier begint het bergtraject die met tal van bochten naar het zuidoosten van de Jura loopt.
De reizigers wordt een afwisselend uitzicht geboden over het meer van Genève en de Savoyer Alpen tot aan de Mont Blanc. Bij Arzier (842 m) keert het spoor zich in westelijke richting om vervolgens door het Mischwald in Saint-Cergue (1047 m) aan te komen. Dit is een belangrijk tussenstation. Hier bevindt zich een remise met steunpunt voor ondersteunende diensten incl. het ruimen van de sneeuw. Vanaf Saint-Cergue loopt het traject door een open landschap parallel aan de hoofdweg. Het hoogste punt van het traject bevindt zich bij Col de la Givrine (1233 m). Hierna daalt het traject naar het huidige eindpunt La Cure (1155 m)
Het Franse deeltraject van La Cure liep over Les Rousses naar de stad Morez waar de spoorlijn over de hoofdweg naar het eindpunt bij het SNCF-station liep. Er waren twee tunnels nodig om de diepe kloof over de Bienne te overwinnen.
Het traject is geheel zonder tandstaaf aangelegd met een maximale helling 60‰ en de kleinste boogstraal bedraagt 70 meter.

## Elektrische tractie
Het traject van de NStCM was oorspronkelijk geëlektrificeerd met 2200 volt gelijkspanning. In de jaren 1980 werd het traject gemoderniseerd en veranderd in 1500 volt gelijkspanning.